# 三井田川炭鉱
三井田川炭鉱（みついたがわたんこう）は、福岡県田川市伊田に所在する炭鉱。19世紀から20世紀にかけて石炭の生産が行われた。筑豊炭田に属する。最寄り駅は田川伊田駅。国の登録有形文化財に登録されている。また世界遺産「明治日本の産業革命遺産 製鉄・製鋼、造船、石炭産業」の登録候補リストに入っていたが、最終的には削除された。

## 歴史
明治年間に採掘開始。
1885年（明治18年）海軍予備炭田に編入後、1889年（明治22年）に田川採炭組合の経営となった。1904年（明治37年）に三井財閥系の三井鉱山（現日本コークス工業）に経営権が移ると伊田町（現田川市）にも大竪坑の開鑿を始め、近代的な生産体制を整備した。2022年（令和4年）現在も残る国産レンガ造りの動力用蒸気ボイラーの煙突（1908年（明治41年）完成）や伊田第一竪坑櫓（1910年（明治43年）完成）は、その一部である。
第二次世界大戦後も優良炭を産出。1949年（昭和24年）、昭和天皇の戦後巡幸の際には視察先の一つとなった。1964年（昭和39年）に三井鉱山として一時閉山。跡を新田川炭鉱が継ぐが1969年（昭和44年）までに再び閉山となった。
跡地は1983年（昭和58年）までに石炭資料館（現田川市石炭・歴史博物館）、石炭記念公園として整備された。2007年（平成19年）、竪坑櫓および煙突が、国の登録有形文化財に登録された。

## 事故
三井財閥系の経営だけに坑内の設備が行き届いており、1919年（大正8年）頃に小爆発が発生して10人程度の負傷者が発生した程度と長らく安全面では優良の炭鉱であった。しかし1935年（昭和10年）7月13日にガス爆発事故が発生。最初の爆発では死者3人、重軽傷者11人という規模であったが、救助隊が坑内に入っている間に再度爆発が発生。二次災害も含めて66人が死亡する事故となった。